# Hrabstwo Sterling

Piramida wieku hrabstwa

Hrabstwo Sterling – hrabstwo położone w USA, w stanie Teksas. Utworzone w 1891 r. Siedzibą hrabstwa jest miasto Sterling City. Hodowla owiec i kóz, w mniejszym stopniu bydła; wydobycie ropy naftowej i gazu ziemnego. 

## Miasta
- Sterling City

## Sąsiednie hrabstwa
- Hrabstwo Mitchell (północ)
- Hrabstwo Coke (wschód)
- Hrabstwo Tom Green (południowy wschód i południe)
- Hrabstwo Reagan (południowy zachód)
- Hrabstwo Glasscock (zachód)
- Hrabstwo Howard (północny zachód)

## Demografia
- biali nielatynoscy – 59,8%
- Latynosi – 35,2%
- rdzenni Amerykanie – 2%
- czarni lub Afroamerykanie – 1,6%
- rasy mieszanej – 2,4%
- z wysp Pacyfiku – 0,4%
- Azjaci – 0,3%[1].